# Black-Queen-Cell-Virus
Das Black-Queen-Cell-Virus (auch Schwarzes Königinnenzellvirus, englisch Black queen cell virus, BQCV; Spezies Triatovirus nigereginacellulae) ist ein Virus, das Honigbienen infiziert, insbesondere die Arten Apis mellifera (Westliche Honigbiene), Apis florea (Zwerghonigbiene) und Apis dorsata (Riesenhonigbiene).
Der Befall der beiden letztgenannten Arten ist jünger und kann auf genetische Ähnlichkeit und geografische Nähe zur ersteren zurückgeführt werden. Daneben können auch mehrere Hummelarten infiziert werden (s. u.).
Das Virus ist nicht nur wegen seiner relativen Häufigkeit von Bedeutung, sondern vor allem weil Bienen die wichtigsten Bestäuber der Blütenpflanzen (Bedecktsamer) sind. Insbesondere ist die Landwirtschaft auf die Bestäubung durch Bienen angewiesen um wirtschaftlich arbeiten zu können.

## Beschreibung
Das Black-Queen-Cell-Virus wurde ursprünglich bereits 1977 beschrieben, sein Genom aber erst im Jahr 2000 sequenziert.
Am häufigsten ist BQCV in Australien
und Teilen Südafrikas zu finden.
BQCV beeinflusst die Puppen von Bienenköniginnen erkennbar, in dem sie sich zuerst gelb und dann schwarz verfärben und schließlich absterben.
Diese sichtbaren Symptome manifestieren sich jedoch nur bei den Larven. Daher scheinen die Bienenköniginnen, von denen diese Puppen stammen, selbst gesund zu sein und weisen keine Symptome einer Infektion mit diesem Virus auf.
Auch wenn nur die Larven sichtbar von dieser Krankheit betroffen sind, können auch adulte (erwachsene) Bienen infiziert werden, bleiben allerdings asymptomatisch, d. h. ohne Symptome.
Die Übertragung erfolgt durch einen einzelligen Parasiten namens Nosema apis (Microsporidia), der im Darm der Honigbienen lebt.
Außerdem kann BQCV auch von Ammenbienen auf Larven bei der Fütterung übertragen werden; sowie von Bienenstock zu Bienenstock, wenn sich die Bienen zwischen ihnen bewegen oder wenn infizierte Bienenköniginnen auf andere Bienenstöcke verteilt werden.
Es sind (wie auch bei den anderen Viruserkrankungen von Honigbienen) keine Impfstoffe oder Behandlungsformen verfügbar, um mit BQCV infizierte Bienen zu behandeln (Stand Januar 2020).
Daher ist Hygiene der beste Weg um die Ausbreitung zu verhindern. Hygienepraktiken umfassen das Ersetzen der Bienenwabe im Bienenstock und das Ersetzen der Königin (englisch requeening).
Requeening bedeutet im Allgemeinen, dass die Königin des Bienenstocks durch eine neue ersetzt wird; in Fall infizierter Bienenstöcke im Speziellen durch eine garantiert gesunde.

## Systematik
Das Black-Queen-Cell-Virus gehört zur Ordnung Picornavirales (Picorna-ähnliche Viren).
Zu den Familien innerhalb dieser Ordnung gehören die Picornaviridae, Comoviridae, Dicistroviridae, Iflaviridae, Marnaviridae und Sequiviridae.
BQCV gehört zur Familie der Dicistroviridae, die Arthropoden (Gliederfüßer) infizieren.
Innerhalb dieser Familie werden die Gattungen Cripavirus, Aparavirus und Triatovirus (mit BQCV) unterschieden.

## Aufbau
Ein Virion (Virusteilchen) des Black-Queen-Cell-Virus enthält 60 Kopien der Proteine VP1, VP2 und VP3, die alle wichtige Kapsid-Proteine sind.
Das Kapsid ist die Hülle des Virusteilchens, in dessen Innerem sich das genetische Material des Virus befindet. VP4-Proteine können teilweise auch im Kapsid vorkommen, sie beeinflussen aber weder die Infektiosität des Virus noch dessen Übertragungsfähigkeit.
Die Oberfläche des Virions weist große Vorsprünge (englisch protrusions) auf, die von den Proteinen VP1 und VP3 gebildet werden und sich zwischen der 5- und 3-fachen Achse des ikosaedrischen Kapsids befinden.
Ein ikosaedrisches Kapsid besteht aus 20 dreieckigen Flächen, die so zusammengesetzt sind, dass sie einer Kugel nahe kommen. Die Achsen (Symmetrieachsen) laufen durch die gegenüberliegenden Eckpunkte des Ikosaeders.
Aufgrund der Vorsprünge ist BQCV größer als die meisten anderen Picornaviren. Das Kapsid ist auch durch Plateaus (um die 3-fache Achse) und Vertiefungen (um die 2-fache Achse) gekennzeichnet.
Viren mit ikosaedrischer Symmetrie werden durch Triangulationszahlen charakterisiert.
BQCV hat ein Pseudo-T=3-Kapsid, was bedeutet, dass es sich mathematisch um eine T=1-Symmetrie handelt.
Die Struktur des Kapsids lässt es jedoch wie T=3 aussehen.

## Genom
Das Black-Queen-Cell-Virus ist ein nicht umhülltes RNA-Virus.
Das Genom besteht aus einer linearen, einzelsträngigen Positiv-Sense RNA, die in dem ikosaedrischen Kapsid (wie oben beschrieben) eingeschlossen ist.
Das Genom dieses Virus enthält 8550 Nukleotide und ist polyadenyliert.
Nukleotide sind organische Moleküle, die als Monomer-Einheiten zur Bildung der Nukleinsäurepolymere wie Desoxyribonukleinsäure (DNA) und Ribonukleinsäure (RNA) dienen. Es gibt vier verschiedene kanonische Nukleotide, die üblicherweise im Genom vorkommen. In BQCV bestehen 29,2 % seines Genoms aus A-Nukleotiden, 30,6 % aus U-Nukleotiden, 18,5 % aus C-Nukleotiden und 21,6 % aus G-Nukleotiden.
Das Genom nennt man polyadenyliert, wenn es am Ende einen  Poly(A)-Schwanz, d. h. eine Kette von nur Adenin-Basen aufweist. Das Black-Queen-Cell-Virus enthält zwei Offene Leserahmen (englisch Open Reading Frames, ORFs).
Darunter versteht man eine kontinuierliche Reihe von Codons, die ein Startcodon (normalerweise AUG) und ein Stopcodon (normalerweise UAA, UAG oder UGA) enthalten.
ORF1 und ORF2 codieren Polyproteine, die nichtstrukturelle bzw. strukturelle (kapsidbildende) Untereinheiten enthalten.

## Vermehrungszyklus
Die Replikation erfolgt im Prinzip wie bei allen Mitgliedern der Familie Dicistroviridae.

### Eintritt in die Wirtszelle
Das Virus gelangt durch Clathrin-vermittelte Endozytose in die Wirtszelle.
Die Clathrin-vermittelte Endozytose ist allgemein ein Prozess, bei dem Zellen Metaboliten, Hormone, andere Proteine – und in einigen Fällen eben auch Viren – durch Einwärtsknospung von Plasmamembranvesikeln absorbieren. Diese Absorption beginnt, nachdem das Virion an einen Rezeptor auf der Zellmembran gebunden hat. Sobald sich das Virusteilchen in der Zelle befindet, ist es unbeschichtet und das Genom (RNA) wird in das Zytoplasma freigesetzt.

### Replikation
Nachdem das Virus in die Wirtszelle eingedrungen ist, muss es sein Genom replizieren (vervielfältigen).
In Dicistroviren aktiviert das 5'-VPg-Protein die RNA-Synthese und hemmt die Translation der zellulären mRNA, wodurch die Translation der viralen mRNA gefördert wird.
Der erwähnte ORF1 kodiert für die Replikationsenzyme, insbesondere die RNA-abhängige RNA-Polymerase,
die bei der RNA-Replikation hilft.
Das Genom des Virus hat einen positiven RNA-Strang, der als Vorlage zur Synthese des negativen RNA-Strangs verwendet wird. Dieser negative Strang wird dann als Vorlage verwendet, um mehr genomische RNA (RNA des Genoms) zu synthetisieren.

## Wechselwirkung mit dem Wirt
Der Hauptwirt des Black-Queen-Cell-Virus ist die Honigbienengattung Apis;
es gibt aber auch mehrere Hummelarten, die inzwischen als mögliche Wirte für dieses Virus identifiziert wurden.
Das Virus beeinflusst insbesondere die Fähigkeit seines Wirtes, Nachkommen zu erzeugen. Die Nachkommen werden zwar von infizierten Individuen immer noch produziert, aber sie überleben nicht.
Eine weitere Beeinflussung des Wirtes besteht (wie erwähnt) darin, dass das Virus die zelluläre mRNA-Produktion zugunsten seiner eigenen mRNA-Produktion stört.
Eine weitere wichtige Wechselwirkung, die BQCV mit seinem Wirt eingeht, ist die Resistenz des Virus gegen die Mechanismen der Wirtszellen.
Diese Resistenz wird durch eine Cap-Struktur (Kappenstruktur) bewirkt, die das BQCV am 5'-Ende seines Genoms aufweist. Diese Kappenstruktur hat viele Funktionen: Sie schützt die Virus-mRNA vor dem Abbau, sorgt für eine effiziente Translation und hilft der mRNA, vom Zytoplasma zum Zellkern (dem Replikationsort) zu gelange.
Man kann diese viralen Wechselwirkungen mit den Wirtszellen untersuchen, indem man Mutationen im viralen Genom erzeugt und die Auswirkungen auf die Wirtszelle analysiert.

## Assoziierte Krankheiten
Es gibt viele Krankheiten oder Viren, die mit dem Black-Queen-Cell-Virus in Verbindung gebracht werden können. Eine solche Krankheit ist die Nosema-Krankheit. Wenn eine Honigbiene mit Nosema apis infiziert ist, ist die Wahrscheinlichkeit, dass dieselbe Biene an BQCV erkrankt, stark erhöht.
Die Nosema-Krankheit kann bei infizierten Honigbienen mit Flumidil-B behandelt werden.
Ein weiteres Virus, das mit BQCV in Verbindung gebracht werden kann, ist das Sackbrut-Virus (englisch Sacbrood virus, SBV) in der Familie Iflaviridae der gleichen Virus-Ordnung.
Dieses Virus manifestiert sich mit ähnlichen Symptomen wie das BQCV, betrifft jedoch die Arbeiterinnen des Bienenstocks anstelle der Bienenkönigin.
Das Black-Queen-Cell-Virus ähnelt einigen anderen Viren der Familie Dicistroviridae.
Die Gattung Aparavirus mit den Spezies
Kaschmir-Bienen-Virus  (KBV), Israeli acute paralysis virus (Israelisches Akutes Lähmungsvirus, IAPV)
und Acute bee paralysis virus (Akutes-Bienen-Lähmungsvirus, ABPV)
ist eng mit dem BQCV verwandt. Jedoch weisen diese alle weniger eindeutige Symptome auf.
Strukturell ist BQCV als Mitglied der Gattung Triatovirus der Typusspezies Triatoma-Virus (TrV) am ähnlichsten, aber auch den Iflaviren (Gattung Iflavirus in der Familie Iflaviridae, u. a. mit Spezies Flügeldeformationsvirus). Iflaviren infizieren auch Insekten, genau wie das Black Queen Cell Virus.
Zu den menschlichen Viren, die BQCV am nächsten kommen, gehören das Hepatitis-A-Virus und das Parechovirus A (alias Humanes Parechovirus). Beide sind ebenfalls Vertreter der Familie Picornaviridae und könnten evolutionäre Zwischenstufen zwischen menschlichen Viren und Insektenviren bilden.

## Wechselwirkungen mit anderen Parasiten
BQCV interagiert mit Parasiten, wodurch sich die Mortalität (Sterblichkeitsrate) der Bienenwirte erhöht.
Parasiten, insbesondere die Milbe Varroa destructor, sind häufig in Bienenvölkern anzutreffen, die gleichzeitig mit Viren infiziert sind. Die Parasiten können das Virus aktivieren, wenn es latent ist (ruht),
und sie können auch als Vektor (Überträger) dienen, um das Virus auf andere nicht infizierte Bienen zu übertragen.
Beide Eigenschaften dieses Parasiten bewirken in diesen Kolonien eine Erhöhung der Sterblichkeitsrate und Infektiosität in Bezug auf das Virus.

## Sonstiges
Einige Mitglieder der Familie Dicistroviridae werden zur Schädlingsbekämpfung eingesetzt.
Ein Beispiel ist die Bekämpfung der Olivenfruchtfliege mit dem Grillen-Paralyse-Virus (englisch Cricket paralysis virus, CrPV; Spezies Cripavirus grylli). Ein Beispiel aus der Virusfamilie Alphatetraviridae ist die Bekämpfung der Baumwoll-Kapseleule Helicoverpa armigera (Familie der Eulenfalter) mit dem Helicoverpa armigera stunt virus (HaSV, Spezies Omegatetravirus helicoverpae).
Das Black-Queen-Cell-Virus wird freilich nicht auf diese Weise verwendet, da Bienenvölker als Nützlinge für die Landwirtschaft/Ökonomie und Ökologie von großer Bedeutung sind.